# Henry Cañas
Henry Cañas (* 13. April 1998) ist ein kolumbianischer Leichtathlet, der sich auf den Diskuswurf spezialisiert hat.

## Sportliche Laufbahn
Erste internationale Erfahrungen sammelte Henry Cañas im Jahr 2017, als er bei den U20-Panamerikameisterschaften in Trujillo mit einer Weite von 48,64 m den elften Platz belegte. 2021 erreichte er bei den Südamerikameisterschaften in Guayaquil mit 53,31 m den fünften Platz.
2021 wurde Cañas kolumbianischer Meister im Diskuswurf.